# أديل إيرنست
عديلة إيرنست (بالإنجليزية: Adele Earnest)‏ هي مؤرخة وكاتِبة أمريكية، ولدت في 1901، وتوفيت في 1993.